# Płatonóg ostropyski
Płatonóg ostropyski (Lialis burtonis) – gatunek gada z rzędu łuskonośnych, z rodziny płatonogowatych (Pygopodidae). Występuje na obszarze Australii i Nowej Gwinei oraz na Wyspach Aru i Wyspach w Cieśninie Torresa. Głównie spotykany na terenach piaszczystych jak i w lasach. Gatunek ten bardzo dobrze czuje się pomiędzy trawami oraz wśród ściółki leśnej.